# Норберт Мундо
Норберт Мундо (нім. Norbert Mundo; нар. 24 вересня 1960, ФРН) — колишній німецький хокеїст, захисник.
Норберт Мундо у сезоні 1979/80 став чемпіоном Німеччини у складі «Маннхаймер ЕРК». Після Мангейму, продовжив кар'єру у клубі «Гайльброннер» ЕК, в цьому клубі і закінчив свою кар'єру хокеїста у сезоні 1988/89.